# Geometria elementare

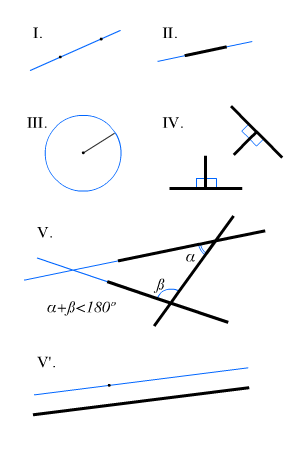
Rappresentazione dei 5 postulati di Euclide

La geometria elementare, o geometria simile, è una branca della geometria che si occupa dello studio degli enti geometrici fondamentali e di figure da essi derivate.
Appartiene alla geometria euclidea in quanto essa si basa esclusivamente sul sistema dei postulati di Euclide.